# Voivodato de Belz
El voivodato de Bełz o de Belz (en polaco: Województwo bełskie, en latín: Palatinatus Belzensis) fue una división administrativa y gobierno local en Polonia desde 1462 hasta las particiones de Polonia de 1772-1795. Junto con el voivodato de Rutenia, formaba parte de la Rutenia Roja, provincia de la Pequeña Polonia de la Corona polaca. El voivodato fue creado por el rey Casimiro Jagellón, y tenía cuatro senadores en el Senado de la Mancomunidad (el vaivoda y el castellano de Belz, así como los castellanos de Lubaczów y Busk).

## Historia
El voivodato de Bełz se formó en 1462 a partir de los territorios del ducado de Belz, después de que el este fuera anexado por la Corona del Reino de Polonia. Zygmunt Gloger en su monumental libro "Geografía histórica de las tierras de la antigua Polonia" da una descripción detallada del voivodato:

Belz, en el río Zaloka, era uno de los gords más antiguos de la Tierra de Czerwien. En 981, la provincia fue tomada por Vladimiro el Grande. Recuperado por Boleslao Chrobry en 1018, volvió a formar parte de la Rus después de la muerte de Chrobry (...) A principios del siglo XIV, la Tierra de Belz fue heredada por Boleslao Jerzy II de Mazovia, quien en 1331 se casó con Eufemia, la hija del Gran Duque de Lituania Gediminas y hermana de Aldona de Lituania, esposa de Casimiro III el Grande. Boleslao Jerzy murió el 7 de abril de 1340, y después de su muerte, el rey Casimiro se apoderó de la Rutenia Roja junto con la Tierra de Belz (...) En 1387, el rey Vladislao Jagellón permitió que su hermana Alejandra de Lituania se casara con Siemowit IV, Duque de Mazovia, dándole como dote la Tierra de Belz. La provincia quedó en manos de hijos y nietos de Siemowit IV. Los nietos murieron sin hijos a principios de 1462, y la Tierra de Belz pasó a ser propiedad de la Corona del Reino de Polonia, durante el reinado del rey Casimiro Jagellón.

El voivodato de Belz recién creado era un poco más pequeño que el voivodato de Lublin y tenía aproximadamente el mismo tamaño que la Tierra de Chelm. Estaba formado por tres condados: Lubaczow, Horodlo y Szewlock, y en 1767 se dividió en los condados de Belz, Grabowiec, Horodlo, Lubaczow y la Tierra de Busk. En los sejmiks locales de Belz, se eligieron cinco diputados al Sejm, y el voivodato tenía cuatro starostas: Belz, Busk, Grabowiec y Horodlo (...) En el siglo XVII, el voivodato, que era el más pequeño de todos los voivodatos de la Pequeña Polonia, tenía 483 aldeas y 33 ciudades (...) Después de la primera partición de Polonia (1772), casi todo el voivodato fue anexado por el Imperio de los Habsburgo, como parte de Galitzia. Lo que quedó en Polonia fueron las ciudades de Dubienka y Korytnica, junto con algunos pueblos (...) En 1793 el voivodato dejó de existir, ya que después de la segunda partición de Polonia, sus partes restantes fueron anexadas por el recién creado voivodato de Chełm y el voivodato de Volodímir-Volinski.

El área recibió afluencia de la szlachta de Mazovia, la Pequeña Polonia y la Gran Polonia. En 1570-1580, el 79% de las familias nobles locales (entre las de procedencia conocida) eran de origen polaco, mientras que el porcentaje de familias nobles rutenias y valacas ascendía al 15% y al 4% respectivamente. Los estratos campesinos de la población siguieron siendo los menos afectados por las migraciones del oeste.

## Gobierno municipal
Asiento del gobernador del voivodato (wojewoda):
- Belz

Consejo regional (sejmik generalny) para todas las tierras rutenas:
- Sudova Vyshnia

Asientos del consejo regional (sejmik):
- Belz

## División administrativa
- Condado de Belz, (Powiat Bełzski), Belz
- Condado de Grabowiec, (Powiat Grabowiecki), Grabowiec
- Condado de Horodło, (Powiat Horodelski), Horodło
- Condado de Lubaczów, (Powiat Lubaczowski), Lubaczów
- Tierra de Busk, (Ziemia Buska), Busk

## Voivodas
- Rafał Leszczyński (1579-1636) (1619-1636)
- Jacobo Sobieski (desde 1638)
- Adam Mikołaj Sieniawski (de 1692 a 1710)
- Stanisław Mateusz Rzewuski (desde 1726)

## Voivodatos y regiones vecinas
- Voivodato de Rutenia
- Voivodato de Volinia
- Voivodato de Lublin